# Saison 1 de 13 Reasons Why
 (février 2025).
Si vous disposez d'ouvrages ou d'articles de référence ou si vous connaissez des sites web de qualité traitant du thème abordé ici, merci de compléter l'article en donnant les références utiles à sa vérifiabilité et en les liant à la section « Notes et références ».
Chronologie
Saison 2
Cet article présente le guide des épisodes de la première saison de la série télévisée américaine 13 Reasons Why.

## Généralités
- Les treize épisodes de la saison sont disponibles depuis le 31 mars 2017 sur Netflix[1].

## Distribution

### Acteurs principaux
- Dylan Minnette (VF : Gauthier Battoue) : Clay Jensen
- Katherine Langford (VF : Florine Orphelin) : Hannah Baker
- Christian Navarro (VF : Rémi Caillebot) : Tony Padilla
- Alisha Boe (VF : Olga Sokolov) : Jessica Davis
- Brandon Flynn (VF : Garlan Le Martelot) : Justin Foley
- Justin Prentice (VF : Maxime Baudouin) : Bryce Walker
- Miles Heizer (VF : Arnaud Laurent) : Alex Standall
- Ross Butler (VF : Benjamin Gasquet) : Zach Dempsey
- Devin Druid (VF : David Dos Santos) : Tyler Down
- Amy Hargreaves (VF : Pamela Ravassard) : Lainie Jensen
- Derek Luke (VF : Jean-Alain Velardo) : Kevin Porter
- Kate Walsh (VF : Marie-Ève Dufresne) : Olivia Baker

### Acteurs récurrents
- Josh Hamilton (VF : Frédéric Popovic) : Matt Jensen
- Brian d'Arcy James (VF : Thierry Garet) : Andy Baker
- Sosie Bacon (VF : Delphine Saley) : Skye Miller
- Steven Weber (VF : Michel Laroussi) : le principal Gary Bolan
- Michele Selene Ang (VF : Claire Baradat) : Courtney Crimsen
- Mark Pellegrino (VF : Didier Cherbuy) : shériff Standall
- Henry Zaga (VF : Alexandre Guansé) : Brad
- Steven Silver (VF : Gwenaël Sommier) : Marcus Cole
- Tommy Dorfman (VF : Vincent de Bouard) : Ryan Shaver
- Ajiona Alexus (VF : Charlotte Hervieux) : Sheri
- Wilson Cruz (VF : Antoine Fleury) : Dennis Vasquez
- Keiko Agena (VF : Françoise Escobar) : Pam Bradley
- Brandon Larracuente (VF : Geoffrey Loval) : Jeff Atkins
- Timothy Granaderos (VF : Romain Altché) : Montgomery de la Cruz

## Épisodes

### Épisode 1:Cassette 1, face A
Clay Jensen trouve une boîte remplie de cassettes anonymes sur le devant de sa porte. Il se rend compte que c'est sa camarade de classe Hannah Baker, récemment décédée, qui est en train d'y parler. Clay commence à écouter la première cassette, dans laquelle Hannah raconte les expériences qui ont déclenché son suicide. Elle commence par partager l'histoire de son premier baiser avec Justin Foley, qui a répandu une rumeur salace qui a commencé sa spirale descendante. 

### Épisode 2:Cassette 1, face B
Sur la cassette, Hannah rappelle son amitié avec deux autres étudiants : Jessica, qui déménage souvent parce que son père est dans l'armée de l'air et Alex, qu'elles ont rencontré dans un café. Jessica et Alex se mettent ensemble et cessent de traîner avec Hannah. Quand Alex rompt avec elle, Jessica le reproche à Hannah. Dans le présent, la mère de Hannah, Olivia, trouve une note dans le manuel de sa fille qui l'amène à croire que Hannah a été harcelée. Le cercle de Bryce Walker comprend que Clay écoute les enregistrements de Hannah. 

### Épisode 3:Cassette 2, face A
Les relations de Hannah sont menacées par une liste "meilleur / pire" faite par Alex Standall, qui a maintenant mis "une cible" sur Hannah. Dans le présent, la mère de Hannah, Olivia Baker, vient parler au principal de ses soupçons de harcèlement et fait une découverte inquiétante. Au milieu de son enquête, pour avoir des réponses, Clay accoste Alex, qui l'avertit à propos de Tony.

### Épisode 4:Cassette 2, face B
Hannah entend que quelqu'un l'espionne devant sa fenêtre, et elle en parle à Courtney qui propose de l'aider à attraper le harceleur. En attendant qu'il arrive, elles jouent un jeu de d'action ou vérité, en ayant bu, ce qui les conduit à s'embrasser sur le lit de Hannah. Le harceleur, qui est en réalité le photographe scolaire Tyler Down, prend une photo des filles et l'envoie à l'école. Cela met un terme à l'amitié de Courtney et Hannah. Dans le présent, Clay prend une photo de Tyler nu et l'envoie à toute l'école pour le faire payer.

### Épisode 5:Cassette 3, face A
Courtney craint que ses camarades de classe découvrent son homosexualité et répand la rumeur selon laquelle les filles dans les photos divulguées sont Hannah et Laura, une camarade de classe ouvertement lesbienne. Courtney en ajoute également à la rumeur concernant Hannah et Justin, détériorant la réputation d'Hannah. Pendant ce temps, dans le présent, Clay emmène Courtney visiter la tombe de Hannah. 

### Épisode 6:Cassette 3, face B
Le rendez-vous de Hannah et Marcus, le jour de la Saint-Valentin, ne se passe pas comme prévu à cause des rumeurs selon lesquelles elle est une "fille facile". Dans le présent, Alex se bat avec Montgomery et tous deux doivent comparaître devant le conseil étudiant. 

### Épisode 7:Cassette 4, face A
Hannah refuse de sortir avec Zach, qui en retour supprime le contenu de sa boite à compliments. Dans le présent, Clay abime la voiture de Zach ; il souffre d'hallucinations qui lui font voir Hannah sur le terrain de basket et entendre sa voix dans les messages des haut-parleurs. A bout, Clay rend les cassettes à Tony.

### Épisode 8:Cassette 4, face B
Hannah s'inscrit au club de poésie dont Ryan est membre ; touchée par un de ses poèmes, elle en écrit un à son tour. Ryan déchire la page du journal intime d'Hannah et publie le poème dans le journal du lycée. Dans le présent, Tony révèle à Clay comment Hannah lui a remis les cassettes le soir de sa mort.

### Épisode 9:Cassette 5, face A
Hannah révèle qu'elle était dans la chambre de Jessica le soir de sa fête. Elle dit qu'elle a vu Jessica être victime d'un viol. Qui dit vrai ? Les cassettes révèlent-elles la vérité ? Jessica dit ne se souvenir de rien, mais elle boit. Marcus prévient Clay que le pire est à venir.

### Épisode 10:Cassette 5, face B
Hannah est très perturbée après ce qu'elle a vu dans la chambre de Jessica, Sheri lui propose donc de la raccompagner en voiture. Mais pendant un moment d'inattention, Sheri ne regarde pas la route et fonce dans un panneau STOP qui s'écroule. Hannah veut prévenir la police immédiatement tandis que Sheri a trop peur des conséquences et s'enfuit en laissant Hannah sur le bord de la route sans téléphone. Quelques minutes plus tard, un accident se produit à cette même intersection, un homme est blessé, un autre est mort. Dans le présent, Clay comprend pour quelles raisons son ami, Jeff, est mort.

### Épisode 11:Cassette 6, face A
Lors de la fête, Clay emmène Hannah dans un coin ; ils commencent à s'embrasser mais Hannah se rappelle soudain tout le mal qu'on lui a fait et le repousse ; Clay ne sait que faire et part sans insister.

### Épisode 12:Cassette 6, face B
Alors que tous les responsables du suicide d'Hannah reçoivent des citations à comparaître dans le cadre du procès engagé par ses parents, ils commencent sérieusement à s'inquiéter et cherchent comment limiter les dégâts pour eux. Dans le passé, on apprend enfin le déclencheur final de la décision d'Hannah.

### Épisode 13:Cassette 7, face A
Alors que les responsables de la mort d'Hannah sont interrogés les uns après les autres, Clay met M. Porter face à ses responsabilités...